# Siedmica
Siedmica est une localité polonaise de la gmina de Paszowice, située dans le powiat de Jawor en voïvodie de Basse-Silésie.